# Efraín Alegre
Pedro Efraín Alegre Sasiain (San Juan Bautista,  18 de janeiro de 1963) é um advogado e político paraguaio. Foi deputado, senador da República e ministro de Obras Públicas. Atualmente é o presidente do Partido Liberal Radical Autêntico desde 16 de junho de 2016.
É formado em direito pela Universidade Católica de Nossa Senhora de Assunção. Em 1998 foi eleito deputado federal, presidindo a Câmara no período de 2000/2001 e de 2002/2003. Em 2018 foi candidato a presidente da República do Paraguai, ficando em segundo lugar.